# Rhosus posticua
Rhosus posticua är en fjärilsart som beskrevs av Walker 1854. Rhosus posticua ingår i släktet Rhosus och familjen nattflyn. Inga underarter finns listade.